# MW (漫画)
『MW』（ムウ）とは手塚治虫の漫画作品。「ビッグコミック」（小学館）1976年9月10日号 - 1978年1月25日号に連載された。同作品を原作とした日本映画が2009年7月4日より公開された。また同年6月30日には、映画連動企画のテレビドラマも放映された。

## 概要
本作は「同性愛」と「猟奇殺人」を題材として扱っており、数多くの手塚作品の中で異彩なものとなっている。
タイトルであり作中の化学兵器の名でもある「MW」とは、主人公・結城が得意とする犯行の際の、女装や男娼的行為から「Man&Woman」との説がある。また、映画版公式サイトでは「Man&Woman」の他に「Mad Weapon」という説や、「180度回転させても同じなので『人の価値観は常に反転の可能性をはらんでいる』との解釈もある」と書かれている。また、映画のノベライズでは、賀来は「Monster Way」の意味だと解釈している。また「化学兵器の漏洩」というエピソードは、1969年7月8日に沖縄のアメリカ軍基地内の知花弾薬庫で起こったVXガス漏洩事故（レッドハット作戦）が下敷きになっていると考えられる。
ビッグコミックで連載していた時、手塚治虫のチェックが済む前に、担当が「もう時間がない、絶対落とせない」と原稿を持って行ってしまい、背景が真っ白で掲載されてしまった事があった。雑誌が発売された時、手塚治虫はよっぽど悔しかったのか、アシスタントの前であったにもかかわらず、泣いてしまった。

## ストーリー
梨園に生まれたエリート銀行マン・結城美知夫には、狂気の連続凶悪犯罪者としての顔があった。犯行を次々に重ねては、その後に教会を訪れ、旧知の神父・賀来巌のもとで懺悔を行う結城。しかし、2人は同性愛者として、肉体関係を結んでいた。
かつて結城は、少年時代に南国の沖ノ真船島（おきのまふねじま）を訪れた際に、同様に島を訪れた不良少年グループにかどわかされた経験をもつ。その際、同島に駐留する某外国軍の秘密化学兵器「MW（ムウ）」の漏出事故が発生する。MWによって島民が相次いで変死する地獄絵図を目の当たりにしたトラウマと、自らも毒ガスを吸ったショックから、結城は心身を蝕まれる。
不良グループの一員だった賀来とはそのときに出会い、賀来に強引に犯された。主従関係は変わっても、2人の奇妙な関係はその後も続いていたのだった。一方、沖ノ真船島の犠牲者たちは、外国軍および彼らと結託した政治家らの手によって跡形もなく処分され、島の秘密を知っているのは結城と賀来だけとなってしまう。
自分の心身の健康を奪われた結城は、当事者への復讐として数々の誘拐事件と殺人事件を繰り返した末にMWを奪い、全世界を自分の最期の道連れにしようとたくらむに至る。それを阻止し、結城を救済すべく動き回る賀来。そんな彼の苦悩と救済と改悛を拒否しながら、結城は加速度的に犯罪を重ねていく。

## 登場人物
結城美知夫（ゆうき みちお）
主人公。表の顔は関都銀行新宿支店のエリート銀行員、裏の顔は世間を騒がす誘拐殺人犯。元々はおとなしい少年だったが、沖ノ真船島で起きたMW漏出事故に遭遇し、MWの後遺症で良心とモラルを無くし、凶悪な知能犯となる。変装の名人で女装も巧妙。有名歌舞伎役者の双子の兄を持つが絶縁されている。
賀来巌（がらい いわお）
教会の神父。不良少年だったが、偶然に訪れた沖ノ真船島でMW漏出事故に遭遇する。その時に見た犠牲者の断末魔に苦しみ、神に救いを求める。結城と同性愛の関係にあり犯罪に協力させられている。
支店長
結城の上司の関都銀行新宿支店の支店長。作中で姓名は明記されていない。沖ノ真船島の村役場の書記だったが、中田英覚への陳情で上京していた時にMWの漏出事故が起き、帰島を差し止められる。以後、出世階段を上り始めるが、最終的に結城に尋問を受けた挙句殺害されてしまう。
美保
支店長の娘。支店長宅を訪れた結城を誘惑しようとするが、逆に結城に犯された上に殺害され、遺体を荒磯に投棄される。以後、結城は美保に変装して銀行強盗や要人誘拐などの犯行を重ねる。
目黒検事
検察庁の敏腕検事。結城を疑っている。
青畑記者
日本新聞社会部の記者。賀来と接触してMW漏出事故の情報を入手、日本新聞にスクープとして発表して一大センセーションを巻き起こす。のち結城の画策した爆弾テロに遭って植物状態となってしまう。
谷口澄子
教会の女性信者。車椅子生活で鬱屈していたところを賀来に励まされて歩けるようになる。賀来を慕って上京してきたところを結城に強姦され、以後は結城の悪行を知りつつも彼の虜になってしまう。
中田英覚
自政党の政治家。某国軍に協力して沖ノ真船島で起きたMW漏出事故を隠蔽し、島外で暮らす島の出身者へ、生活保障をする代わりに事故に対する口止めをした。後に娘の遺体を見たショックで脳軟化症を起こし、廃人同様の状態になってしまった。
中田美香
中田英覚の娘。結城に誘惑され結婚した。後に結城に殺害され、指を切り落とされて顔を焼かれたうえ遺体は新幹線の線路に投げ出され損壊された。
サチュリフ・ミンチ中将
某国極東空軍司令部参謀総長で、現在はケンタッキー在住。沖ノ真船島で起きたMW漏出事故の某国側の隠蔽工作の責任者。中田英覚とはその時以来の友人。
巴
結城の飼っている猛犬。結城の命令に忠実で、結城に害をなす人間の殺害を行う。一方で、結城と同衾して彼にペッティングを行ったりもする。

## 単行本
- ビッグコミックス『MW』（小学館）全3巻
- 小学館文庫『MW』（小学館）全2巻
- 小学館叢書『MW』（小学館）全2巻
- 手塚治虫漫画全集『MW』（講談社）全3巻
- My First WIDE（廉価版）『MW』（小学館）全1巻
- 手塚治虫文庫全集『MW』（講談社）全2巻

## 映画
タイトルは『MW-ムウ-』。2009年7月4日に丸の内ルーブルほか全国東急系で公開。暴力的な描写や残酷な殺人描写がある為、映倫によりPG12指定を受けた。

### キャッチコピー
- 生きる物、全て道連れだ。
- 世界を変えるのは、破壊か。祈りか。

### あらすじ
16年前、沖之真船島で開発中の神経ガス「MW」が漏れ出し、島民の大半が中毒死、生き残った島民もことごとく虐殺される事件が発生した。だが、その中で生き残った少年が2人いた。1人は後に神父となった賀来、もう1人はエリート銀行員となった結城である。
結城は国内外で殺人を重ねる。タイでの誘拐殺人事件で犯人に肉薄した刑事の沢木は、結城が犯人であると勘付くが、その尻尾をなかなかつかめない。犯罪のサポートを強要されていた賀来も、警察への密告に失敗する。
そんな中、タイの事件を追ううちに16年前の惨事に行き当たった新聞記者の京子が賀来と結城に接触。その結果、結城は現存するMWの保管場所を知ることになる。

### キャスト
結城美智雄：玉木宏
原作では「美知夫」。表の顔はエリート銀行員、裏の顔は猟奇殺人犯。16年前に吸った毒ガス「MW（ムウ）」の影響で、余命いくばくも無い状況にあり、時折、発作に襲われている。
賀来裕太郎：山田孝之
原作では「巌（いわお）」。教会の神父。
溝畑智史：山本裕典
東京中央新聞の駆け出しの新聞記者。
橘誠司：林泰文
刑事で、沢木の部下。
渡辺美香：山下リオ
教会の少女。
山下孝志：半海一晃
結城の銀行での上司。結婚を機に、名字と戸籍を変えた。
望月靖男：品川徹
大臣。
松尾：鶴見辰吾
望月大臣の秘書。
川村夫人：角替和枝
交通事故で亡くなった新聞記者、川村憲明の妻。
岡崎俊一：中村育二
娘を誘拐された会社役員。
岡崎愛子：小松彩夏
誘拐された岡崎の娘。
三田：風間トオル
東京中央新聞の記者。
牧野京子：石田ゆり子
東京中央新聞の記者。
沢木和之：石橋凌
警視庁捜査一課の中年刑事。
リチャーズ司令官：デヴィッド・スターズィック
結城の秘書の銀行員：かでなれおん
アナウンサー：藤井貴彦、山本舞衣子（日本テレビアナウンサー）

### スタッフ
- 監督：岩本仁志
- 原作：手塚治虫
- 製作総指揮：橘田寿宏
- 製作：松崎澄夫、宇野康秀、白井康介、阿佐美弘恭、堀越徹、李于錫、樫野孝人、松谷孝征、竹内茂樹、久松猛朗、島村達雄、菅野信三
- エグゼクティブプロデューサー：橘田寿宏
- プロデューサー：松橋真三
- 脚本：大石哲也、木村春夫
- 音楽：池頼広
- 撮影：石坂拓郎
- 照明：舘野秀樹
- 録音：原田亮太郎
- プロダクションデザイン：太田喜久男
- 編集：朝原正志
- スタイリスト：村上利香
- ヘアメイク：細川昌子
- 特殊メイク：飯田文江
- 製作担当：本藤雅浩
- ラインプロデューサー：平野宏治
- ラインプロデューサー（タイユニット）：山口晋
- 主題歌：flumpool「MW 〜Dear Mr. & Ms. ピカレスク〜」（A-Sketch）
- 劇中歌：SWANKY DANK「For You」（UNITED NOTES）
- VFXプロダクション：白組
- 配給：ギャガ
- 企画協力：手塚プロダクション
- 制作プロダクション：STUDIO SWAN
- 企画：アミューズソフトエンタテインメント
- 製作：「MW」PRODUCTION COMMITTEE（アミューズソフトエンタテインメント、ギャガ、小学館、D.N.ドリームパートナーズ、日本テレビ放送網、手塚プロダクション、インターチャネル、衛星劇場、白組、東急レクリエーション、東亜輸出公司、STUDIO SWAN、SWANフィルムパートナーズ）

### 同性愛設定について
- 製作発表当時、映画では描かれないと報道された。
- 映画雑誌等のインタビューにおいては、直接の描写がないだけで「裏で肉体関係がある」ことを匂わすように役者に演じさせていることが明かされた[7]。
- 上映初日の前日の2009年7月3日になって主人公2人が妖しく絡み合った写真が公開された[8]。この写真は後日映画公式サイトのトップ画像として使われた。
- 更に上映期間中の 2009年7月13日に秋葉原のデジタルハリウッド大学で行なわれた特別講義において、監督の岩本仁志と映画プロデューサーの松橋真三が、同性愛描写について主演2人の事務所がOKしていたにもかかわらず、スポンサーからのNGで直接描写ができなくなったことを明らかにし、話題となった[9]。実際に完成した作品においては観客の解釈に委ねられるような描写となっている。

### 関連商品

#### ソフト化
発売元は小学館、販売元はアミューズソフトエンタテインメント。
- MW -ムウ- （DVD1枚組、2009年11月6日発売）
  - 映像特典
    - メイキング Mission to end the World
    - 初日舞台挨拶
    - スペシャルイベント オブ MW（完成披露試写、大ヒット記念 玉木宏舞台挨拶）
    - 劇場予告編・特報

  - 初回限定特典
    - ジャケットサイズポストカード（5枚組）
    - 特製クリアーアウターケース
- MW -ムウ- ツインパック（DVD2枚組、2010年3月26日発売）
  - ディスク1：『MW -ムウ-』DVD（単品版と同様）
  - ディスク2：『MW -ムウ- 第0章 〜悪魔のゲーム〜〈完全版〉』DVD（単品版と同様）
  - 特製スリーブケース付き

#### ノベライズ
2009年6月5日に小学館から発売。主人公2人の少年時代など、映画で描かれていない部分を補完する内容となっている。

#### その他
- 音楽の一部は後に本作と同じく池頼広が担当した「ヤング・ブラックジャック」においても用いられている。

## テレビドラマ
タイトルは『MW-ムウ- 第0章 〜悪魔のゲーム〜』。映画で展開される物語の数か月前を描くオリジナルストーリーで、2009年6月30日に日本テレビ系列で放映された。視聴率は9.9%。

### キャスト
- 森岡隆志：佐藤健
- 渡辺ゆかり：谷村美月
- 桜田浩介：小出恵介（友情出演）
- 荒木重和：大河内浩
- 山内敏一：小市慢太郎
- 原島刑事：川渕良和
- 橘誠司刑事：林泰文
- 八木信康：小須田康人
- 島田靖子：柴田さやか
- 中山代議士の運転手：棚橋ナッツ
- 中山代議士の秘書：吉家章人
- 飲食店店員：叶千佳
- 派遣労働者：酒井健太郎
- 工場主：中原和宏
- スーツの女性：田中えみ
- 千乃：金井美樹
- 達彦：中村咲哉
- 翼：秋元晏斗玲
- 元幸：中村健太
- 宏：水野倫太郎
- ゆかりの叔父：ヨシダ朝
- ゆかりの叔母：竹内晶子
- 隆志を追跡する男：阿部祐二
- 隆志に写真を撮られる女性（岡崎愛子）：小松彩夏
- ニュースキャスター：藤井貴彦、山本舞衣子
- 結城美智雄：玉木宏

### スタッフ
- 監督：岩本仁志（日本テレビ）
- 脚本：木村春夫
- 主題歌：flumpool「MW 〜Dear Mr. & Ms. ピカレスク〜」（A-Sketch）
- 挿入歌：SWANKY DANK「For You」（UNITED NOTES）
- 音楽：池頼広
- 脚本協力：山岡真介
- アクションコーディネイター：小原剛
- VFXデザイン：ROCKWORKS
- 技術協力：ビデオスタッフ
- プロデューサー：植野浩之（日本テレビ）、大野哲哉（日本テレビ）、松橋真三（スタジオスワン / IMJ）
- 統括：堀越徹、橋田寿宏
- チーフプロデューサー：小野利恵子
- 特別協力：映画「MW」PRODUCTION COMMITTEE
- プロダクション協力：スタジオブルー
- 製作プロダクション：STUDIO SWAN（C&Iエンタテインメント）
- 企画制作：日テレ
- 製作著作：D.N.ドリームパートナーズ、アミューズ

### ソフト化
2009年10月23日発売。DVDでリリース。発売・販売元はアミューズソフトエンタテインメント。
- MW -ムウ- 第0章 〜悪魔のゲーム〜〈完全版〉（1枚組）
  - 映像特典
    - メイキング 佐藤健が駆け抜けた14日間
    - TVスポット集

  - 初回限定特典
    - 別バージョンジャケット
    - 特製アウターケース